# Burgenlandkreis

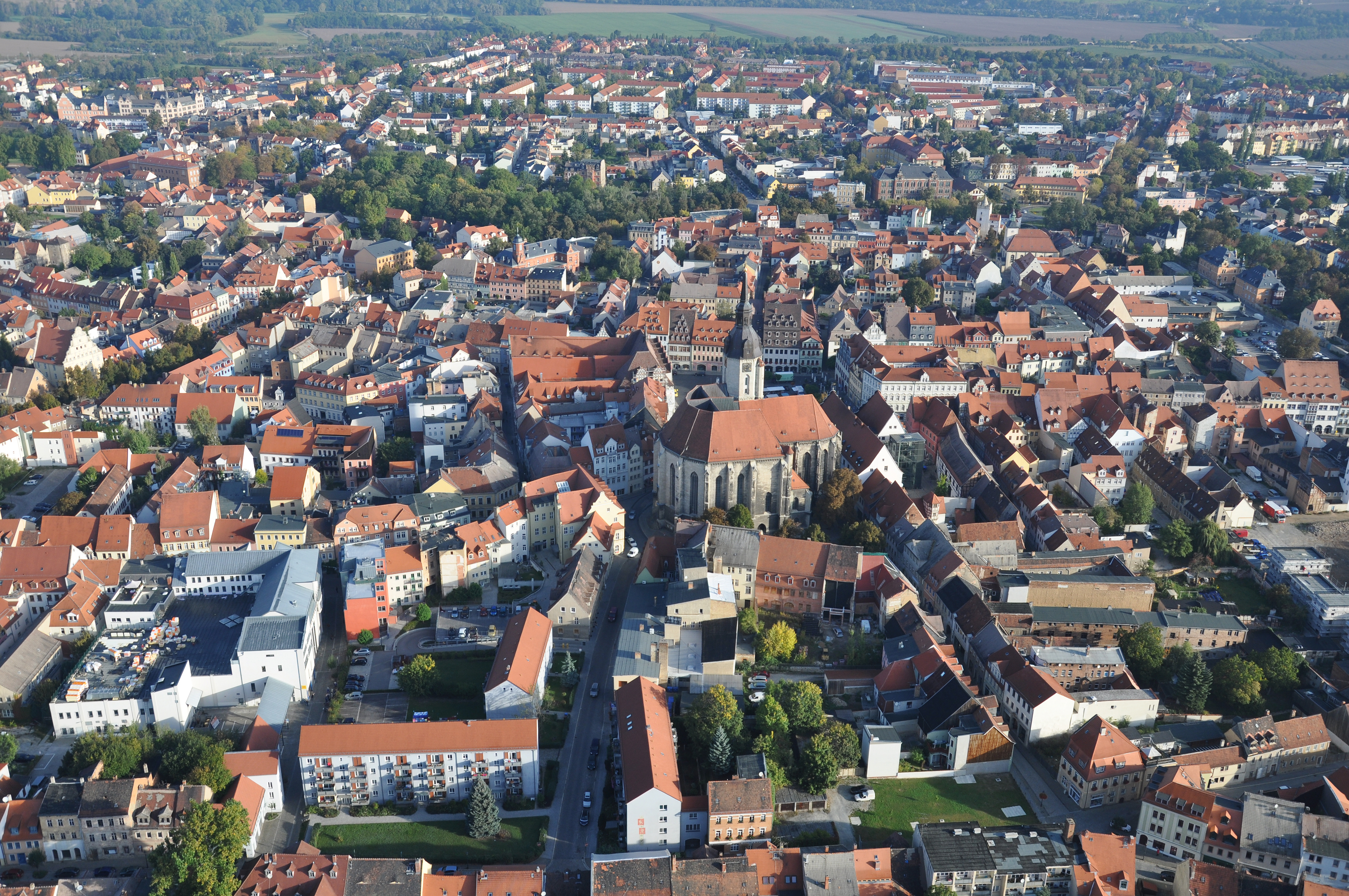
Naumburg ist Kreisstadt und zweitgrößte Stadt im Landkreis

Der Burgenlandkreis ist ein Landkreis in Sachsen-Anhalt, der im Zuge der zweiten Kreisgebietsreform am 1. Juli 2007 aus dem alten Burgenlandkreis und dem Landkreis Weißenfels entstand.

## Geografie
Der Landkreis liegt an der Südgrenze Sachsen-Anhalts, er grenzt im Westen und Süden an Thüringen sowie im Osten an Sachsen.
Im Norden grenzt er an den Saalekreis, im Nordosten an den sächsischen Landkreis Leipzig, im Osten an den thüringischen Landkreis Altenburger Land, im Süden an die thüringische kreisfreie Stadt Gera sowie die Landkreise Greiz, Saale-Holzland-Kreis und Weimarer Land und im Westen an die ebenfalls thüringischen Landkreise Sömmerda und Kyffhäuserkreis.
Die Landschaft ist hügelig und wird von Saale, Unstrut und Weißer Elster geprägt. In der Saale-Unstrut-Region wird Weinbau betrieben.
Die Unstrut überschreitet im Nordwesten des Landkreises bei Wendelstein die Grenze von Thüringen zu Sachsen-Anhalt und mündet bei Naumburg im Blütengrund in die Saale.
Die Saale überschreitet bei Großheringen/Kleinheringen im Südwesten die Grenze von Thüringen zu Sachsen-Anhalt und verlässt im Nordosten bei Wengelsdorf den Landkreis in den Saalekreis.
Von Südwest nach Nordost fließt von Crossen in Thüringen über Zeitz die Weiße Elster, die den Landkreis nordöstlich von Profen in Richtung Pegau in Sachsen verlässt.

## Geschichte
Der Burgenlandkreis entstand durch die im Oktober 2005 vom Landtag Sachsen-Anhalt beschlossene Kreisgebietsreform zum 1. Juli 2007. Dabei fusionierte der bis dahin bereits existierende Burgenlandkreis mit dem Landkreis Weißenfels. Als Planname hatte das Landesverwaltungsamt Landkreis Burgenland bestimmt. In der Kreistagssitzung vom 16. Juli 2007 wurde aber mehrheitlich für den alten Namen Burgenlandkreis gestimmt. Ausschlaggebend waren vor allem die Kosten der Umbenennung. Für die Umarbeitung der Ortsschilder sowie sämtlicher Drucksachen für Ämter und Behörden im ehemaligen Landkreis Weißenfels wurde für die offizielle Einführung des neuen Kreisnamens der 1. August 2007 bestimmt.
Der Kreisname spielt auf die zahlreichen mittelalterlichen Burgen im Kreisgebiet an. Er wurde 1994 als amtliche Bezeichnung eingeführt. Zuvor wurde die Region gelegentlich inoffiziell, etwa in touristischem Kontext, als Burgenland bzw. mitteldeutsches Burgenland bezeichnet.
Am 25. Mai 2009 erhielt der Landkreis den von der Bundesregierung verliehenen Titel „Ort der Vielfalt“.
Im Jahr 2015 wurden die Skelettreste eines alten Bewohners von Karsdorf, die in die Linearbandkeramische Kultur (ca. 5200 v. Chr.) gehören, analysiert, es stellte sich heraus, dass sie zur väterlichen T1a-M70 Abstammungslinie und zur mütterlichen H1-Linie gehören.
Von überregionaler Bedeutung sind auch die folgenden Ereignisse, die sich (teilweise) im heutigen Burgenlandkreis abgespielt haben:
- 10./11. Jahrhundert: Am 2. Juli 936 verstarb König Heinrich I. in Memleben. Seine Nachfolger hielten sich regelmäßig in der dortigen Kaiserpfalz auf. Auch Heinrichs Sohn Otto I. wurde (am 7. Mai 973) in Memleben beigesetzt. Konrad II. war der letzte Kaiser, der im Begräbnisort seiner Vorfahren eine Urkunde ausstellen ließ (1033).
- 1632: Tod des schwedischen Königs Gustav II. Adolf in der Schlacht bei Lützen (am 6. Novemberjul. / 16. November 1632greg.).
- 1806: Schlacht bei Jena und Auerstedt (14. Oktober); ein Teil der unter der Führung des Herzogs Karl Wilhelm Ferdinand von Braunschweig-Wolfenbüttel stehenden Truppen nahm östlich von Eckartsberga im damaligen Königreich Preußen Aufstellung. Der Herzog verlor in der Schlacht sein Leben. Die Niederlage Preußens machte den Weg frei für die Hegemonie Frankreichs in Deutschland; ebenso ein umfassendes Reformprogramm in Preußen mit nachhaltigen Wirkungen für Deutschland. An die Schlacht erinnern ein Museum und ein Gedenkstein in Hassenhausen.
- 1999: Fund der Himmelsscheibe von Nebra.

## Bevölkerung
| Jahr | Einwohner |
| ---- | --------- |
| 2007 | 201.932   |
| 2010 | 194.195   |
| 2015 | 184.081   |
| 2020 | 177.590   |
| 2021 | 176.333   |
| 2022 | 177.212   |
| 2023 | 177.174   |

Stand: 31. Dezember des jeweiligen Jahres

## Politik

### Kreistag
| Kreistagswahl Burgenlandkreis 2024Wahlbeteiligung: 60,3 % 403020100 30,2 %29,2 %9,6 %7,8 %5,8 %3,0 %2,2 %2,2 %1,7 %1,4 %1,4 %5,5 % CDUAfDSPDFW-BLKLinkeWWFDPGrüneBSG BlkBfW/Landgem.VBLSonst.Gewinne und Verlusteim Vergleich zu 2019 %p 12 10 8 6 4 2 0 −2 −4 −6+2,0 %p+11,9 %p−2,9 %p+0,6 %p−5,9 %p−1,2 %p−2,8 %p−3,3 %p+1,7 %p−0,3 %p+0,7 %p−0,5 %pCDUAfDSPDFW-BLKLinkeWWFDPGrüneBSG BlkBfW/Landgem.VBLSonst. | Sitzverteilung im Kreistag Burgenlandkreis seit 2024Insgesamt 54 Sitze - Linke: 3 - SPD: 5 - Grüne: 1 - BSG Blk: 1 - BfW/Landgem.: 1 - VBL: 1 - WW: 2 - FW-BLK: 4 - FW: 1 - FDP: 1 - CDU: 16 - Basis: 1 - AfD: 16 - Die Heimat: 1 |

| Parteien und Wählergemeinschaften | Parteien und Wählergemeinschaften                                                                   | Prozent 2024 | Sitze 2024 | Prozent 2019 | Sitze 2019 | Prozent 2014 | Sitze 2014 |
| --------------------------------- | --------------------------------------------------------------------------------------------------- | ------------ | ---------- | ------------ | ---------- | ------------ | ---------- |
| CDU                               | Christlich Demokratische Union Deutschlands                                                         | 30,2         | 16         | 28,2         | 15         | 41,3         | 22         |
| AfD                               | Alternative für Deutschland                                                                         | 29,2         | 16         | 17,3         | 9          | 3,8          | 2          |
| SPD                               | Sozialdemokratische Partei Deutschlands                                                             | 9,6          | 5          | 12,5         | 7          | 15,0         | 8          |
| DIE LINKE.                        | DIE LINKE.                                                                                          | 5,8          | 3          | 11,7         | 6          | 16,0         | 9          |
| FW-BLK                            | Freie Wählervereinigung Burgenland                                                                  | 7,8          | 4          | 7,2          | 4          | 2,8          | 2          |
| WW                                | Wir Weißenfelser                                                                                    | 3,0          | 2          | 4,2          | 2          | —            | —          |
| FDP                               | Freie Demokratische Partei                                                                          | 2,2          | 1          | 5,0          | 3          | 3,1          | 2          |
| GRÜNE                             | Bündnis 90/Die Grünen                                                                               | 2,2          | 1          | 5,5          | 3          | 6,0          | 3          |
| BSG Blk                           | Bürger für soziale Gerechtigkeit                                                                    | 1,7          | 1          | —            | —          | —            | —          |
| BfW/Landgem.                      | Bürger für Weißenfels/Landgemeinden                                                                 | 1,4          | 1          | 1,7          | 1          | 3,1          | 2          |
| VBL                               | Vereinte Bürgerliste für Naumburg, Bad Kösen und die angeschlossenen Gemeinden                      | 1,4          | 1          | 0,7          | 1          | —            | —          |
| FW                                | Freie Wähler                                                                                        | 1,3          | 1          | —            | —          | —            | —          |
| dieBasis                          | Basisdemokratische Partei Deutschland                                                               | 1,2          | 1          | —            | —          | —            | —          |
| EB                                | Einzelbewerber                                                                                      | 1,0          | 0          | 0,8          | 0          | 0,6          | 0          |
| Heimat                            | Die Heimat                                                                                          | 1,0          | 1          | 2,5          | 1          | 4,7          | 3          |
| BL BLK                            | Bürgerliste Burgenlandkreis                                                                         | 0,6          | 0          | 0,8          | 1          | —            | —          |
| UWO                               | Unser Weißenfels und Ortschaften                                                                    | 0,4          | 0          | —            | —          | —            | —          |
| ZLB/BDZ                           | Zeitzer Liste-Bürger Bündnis Droißiger-Zeitzer Forst                                                | —            | —          | 1,9          | 1          | 1,0          | 1          |
| FWZ/FFW/BIT                       | Freie Wähler Zeitz/Freiwillige Feuerwehr/Bürgerinitiative Theißen                                   | —            | —          | —            | —          | 1,1          | 0          |
| BV-BLK                            | Behindertenverband e.V                                                                              | —            | —          | —            | —          | 0,8          | 0          |
| BLZ-DZF                           | Bürger-Liste-Zeitz/Droißiger-Zeitzer Forst                                                          | —            | —          | —            | —          | 0,5          | 0          |
| WBB                               | Weißenfelser Bürgerbund – Wählergemeinschaft für ein freies, sicheres und demokratisches Weißenfels | —            | —          | —            | —          | 0,3          | 0          |
| Gesamt                            | Gesamt                                                                                              | 100          | 54         | 100          | 54         | 100          | 54         |
| Wahlbeteiligung                   | Wahlbeteiligung                                                                                     | 60,3 %       | 60,3 %     | 53,6 %       | 53,6 %     | 45,3 %       | 45,3 %     |

- EB: Einzelbewerber 2014: Volker Kohlmann

### Landrat
Bei der Landratswahl am 11. April 2021 konnte sich der seit 2014 amtierende Götz Ulrich (CDU)
bereits im ersten Wahlgang mit 55,4 % der abgegebenen Stimmen gegen sieben weitere Mitbewerber für eine zweite Amtszeit durchsetzen. Die Wahlbeteiligung betrug 37,2 %.

### Wappen
| | Blasonierung: „In Silber eine schwarzgefugte rote Burg, die erniedrigte Burgmauer besetzt mit 2 oben anstoßenden und in den Außenrand verschwindenden Zinnentürmen, zwischen den Türmen eine sechsbeerige (3:2:1) blaue Weintraube mit zwei grünen Blättern, die Burgmauer belegt mit einem goldenen Schild, darin ein schwarzes Bergmannsgezähe.“ |
| Wappenbegründung: Die Farben des Landkreises sind Rot - Weiß (Silber). Das neue Wappen des Burgenlandkreises reflektiert dessen Namen ebenso wie die Eigenheit seiner wirtschaftlichen Struktur. So steht die dargestellte Weintraube für den besonders hier in der Saale-Unstrutregion betriebenen Weinanbau. Der Bergbau im Landkreis wird durch das Bergmannsgezähe symbolhaft wiedergegeben. Das Wappen schlägt somit eine Brücke von der Historie zur Gegenwart bis in die Zukunft hinein. Das Wappen wurde vom Heraldiker Jörg Mantzsch aus Magdeburg gestaltet und am 19. Februar 2008 durch das Ministerium des Innern genehmigt. | |

Die Wappen der Verwaltungsgemeinschaften, Städte und Gemeinden des Landkreises findet man in der Liste der Wappen im Burgenlandkreis.

### Flagge
Die Flagge ist rot - weiß (1:1) gestreift (Querform: Streifen waagerecht verlaufend, Längsform: Streifen senkrecht verlaufend) und mittig mit dem Landkreiswappen belegt.

## Sehenswürdigkeiten und Kultur

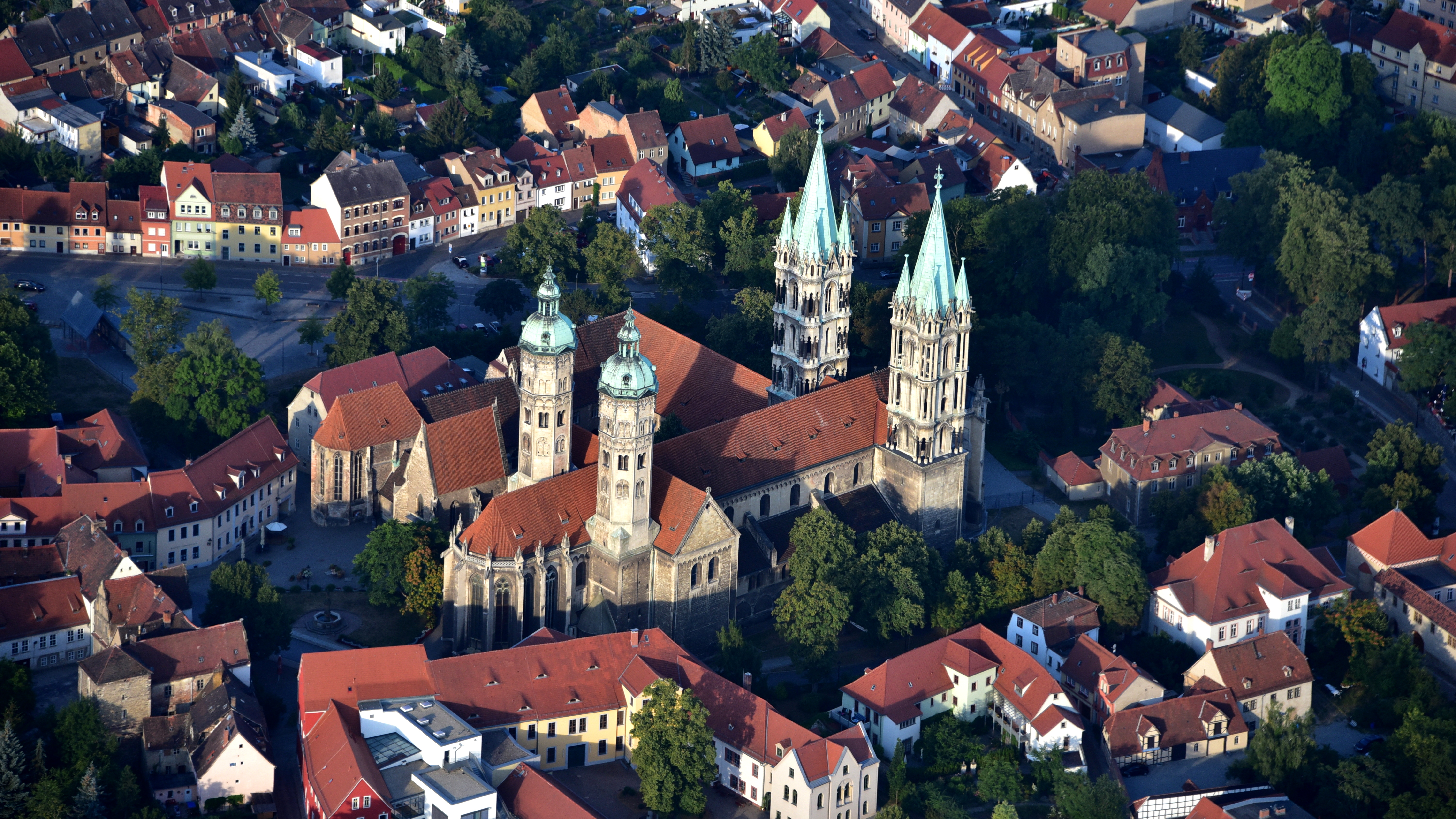
UNESCO-Weltkulturerbe Naumburger Dom

Die kulturellen Höhepunkte des Burgenlandkreises sind die Kreisstadt Naumburg (Saale) mit dem Naumburger Dom, der zum UNESCO-Welterbe zählt. In Weißenfels steht das Schloss Neu-Augustusburg. In Zeitz befinden sich neben dem Schloss Moritzburg Museen über die Industriegeschichte der Stadt. An den Flüssen Saale und Unstrut gibt es zahlreiche Weinberge, die touristisch vermarktet werden. In Nebra ist die ca. 3700 bis 4000 Jahre alte Himmelsscheibe von Nebra ausgestellt. Daneben gibt es in fast jedem Dorf des Burgenlandkreises Bauwerke einer ca. tausendjährigen Besiedlungsgeschichte, darunter romanische und gotische Kirchen, alte Gutshäuser, Windmühlen u. ä.
Georg-Christoph-Biller-Preis
Am 20. September 2023 verlieh der Burgenlandkreis, der Landkreis um den Geburtsort Nebra (Unstrut) des einstigen Thomaskantors Georg Christoph Biller (1955–2022), erstmals den Georg-Christoph-Biller-Preis. Mit dieser Auszeichnung an Billers Geburtstag sollen jährlich herausragende kulturelle Leistungen im Landkreis gewürdigt werden.

## Wirtschaft und Infrastruktur
Der Burgenlandkreis gehört zum mitteldeutschen Wirtschaftsraum Halle-Leipzig-Dessau (Metropolregion Mitteldeutschland). Die Region kann auf eine traditionelle Wirtschaftsstruktur mit einem Branchenmix aus Industrie, Mittelstand und Handwerk zurückgreifen.
Bei der Neuansiedlung von Investoren, insbesondere in den Gewerbegebieten an der Bundesautobahn 9 (z. B. Zorbau oder Oberkaka), wurde der Schwerpunkt auf den Bereich Logistik gelegt.
Als ländlich geprägte Region gibt es im Burgenlandkreis nur wenige größere Unternehmen. Im Jahr 2019 hatten die folgenden Gesellschaften  im Landkreis über 500 Mitarbeiter.
| Unternehmen                 | Sitz       | Mitarbeiter | Branche      |
| --------------------------- | ---------- | ----------- | ------------ |
| Tönnies Zerlegebetrieb      | Weißenfels | 2.300       | Lebensmittel |
| Schwarz Produktion          | Weißenfels | 1.722       | Lebensmittel |
| MIBRAG                      | Zeitz      | 1.440       | Braunkohle   |
| Rotkäppchen-Mumm            | Freyburg   | 986         | Lebensmittel |
| Südzucker                   | Zeitz      | 886         | Lebensmittel |
| Schüco Polymer Technologies | Weißenfels | 795         | Kunststoffe  |

Im Zukunftsatlas 2016 belegte der Burgenlandkreis Platz 383 von 402 Landkreisen und kreisfreien Städten in Deutschland und zählt damit zu den Regionen mit „hohen Zukunftsrisiken“. Dieses Bild spiegelt auch der Zukunftsatlas 2019 wider, in dem der Burgenlandkreis auf Rang 382 gelistet ist. Im Atlas 2022 sank der Burgenlandkreis noch weiter auf Platz 388 ab.

### Weinbau

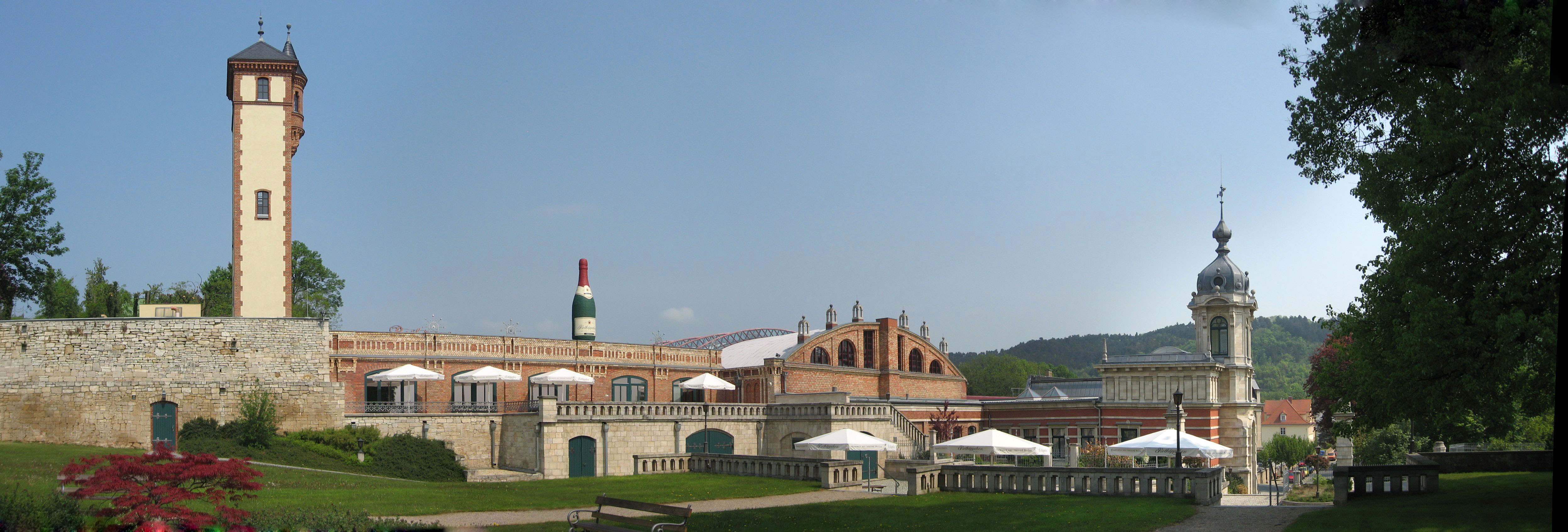
Betriebsgebäude der Rotkäppchen Sektkellerei in Freyburg

Der größte Teil des 760 ha umfassenden Weinbaugebiets Saale-Unstrut, des nördlichsten Qualitätsweinanbaugebiets Deutschlands, liegt im Burgenlandkreis, und zwar überwiegend in den Tälern der Unstrut und der Saale. Zentrum des Weinbaus und der Weinverarbeitung ist Freyburg. Die dort seit dem 19. Jahrhundert ansässige Rotkäppchen Sektkellerei gehört zu den wenigen ehemaligen Volkseigenen Betrieben der DDR, die nicht nur die Aktivitäten der Treuhandanstalt in der Wendezeit und den frühen 1990er Jahren als Unternehmen überlebten, sondern auch wirtschaftlich stark genug waren, um Konkurrenzunternehmen im Westen Deutschlands aufzukaufen. Nach dem Erwerb der rechtlich weiterhin selbstständigen Unternehmen Godefroy H. von Mumm & Co. Sektkellereien in Hochheim, Matheus Müller Sektkellereien und Chantré & Cie in Eltville wurde 2002 das in Freyburg ansässige Unternehmen Rotkäppchen-Mumm Sektkellereien gegründet. Besichtigungen der Rotkäppchen-Sektkellerei gehören für viele Touristen zum Standard-Programmteil eines Besuchs der 1993 ins Leben gerufenen Weinstraße Saale-Unstrut.

## Verkehr

### Schienenverkehr

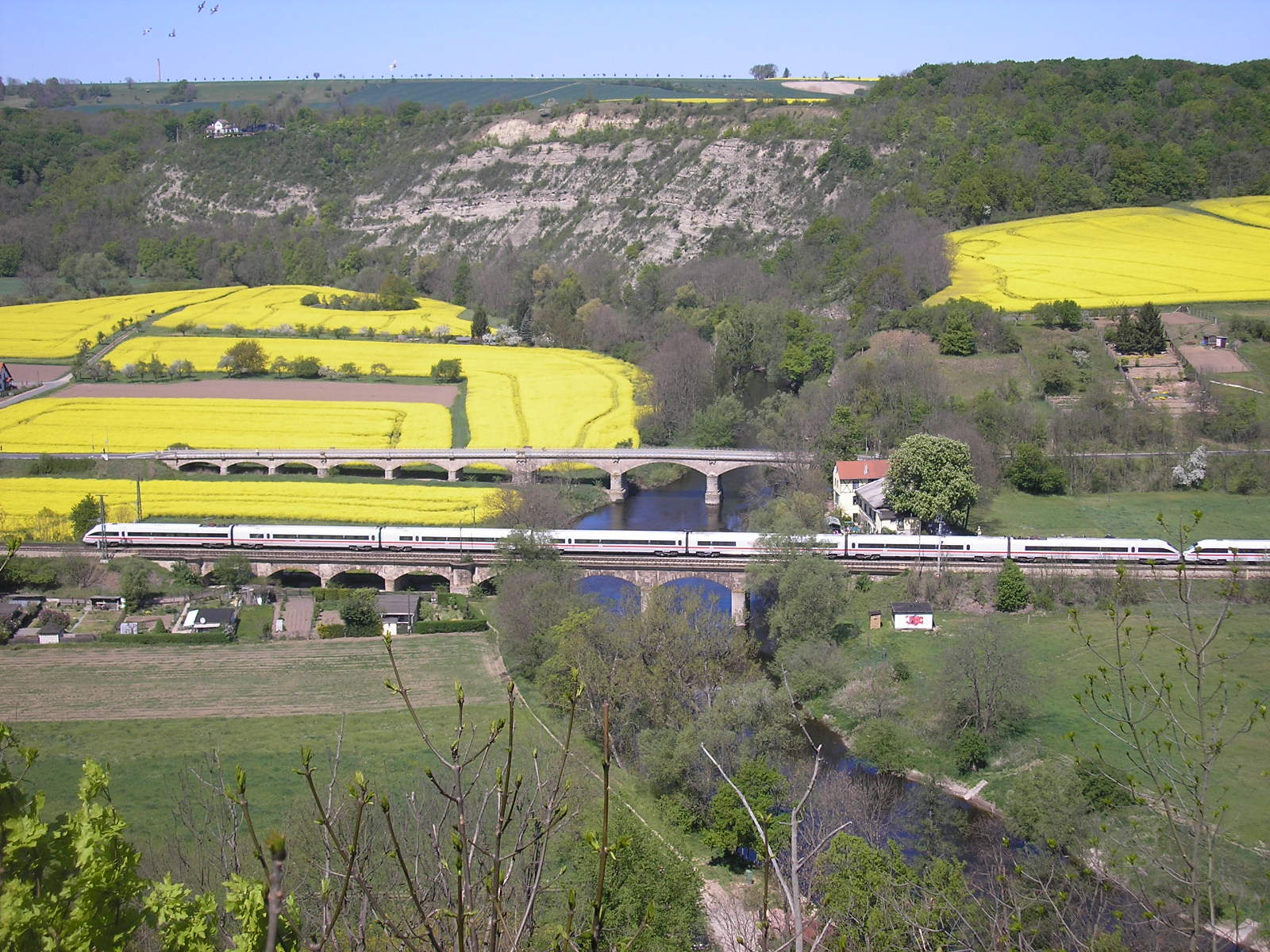
Ein ICE überquert die Saale bei Saaleck

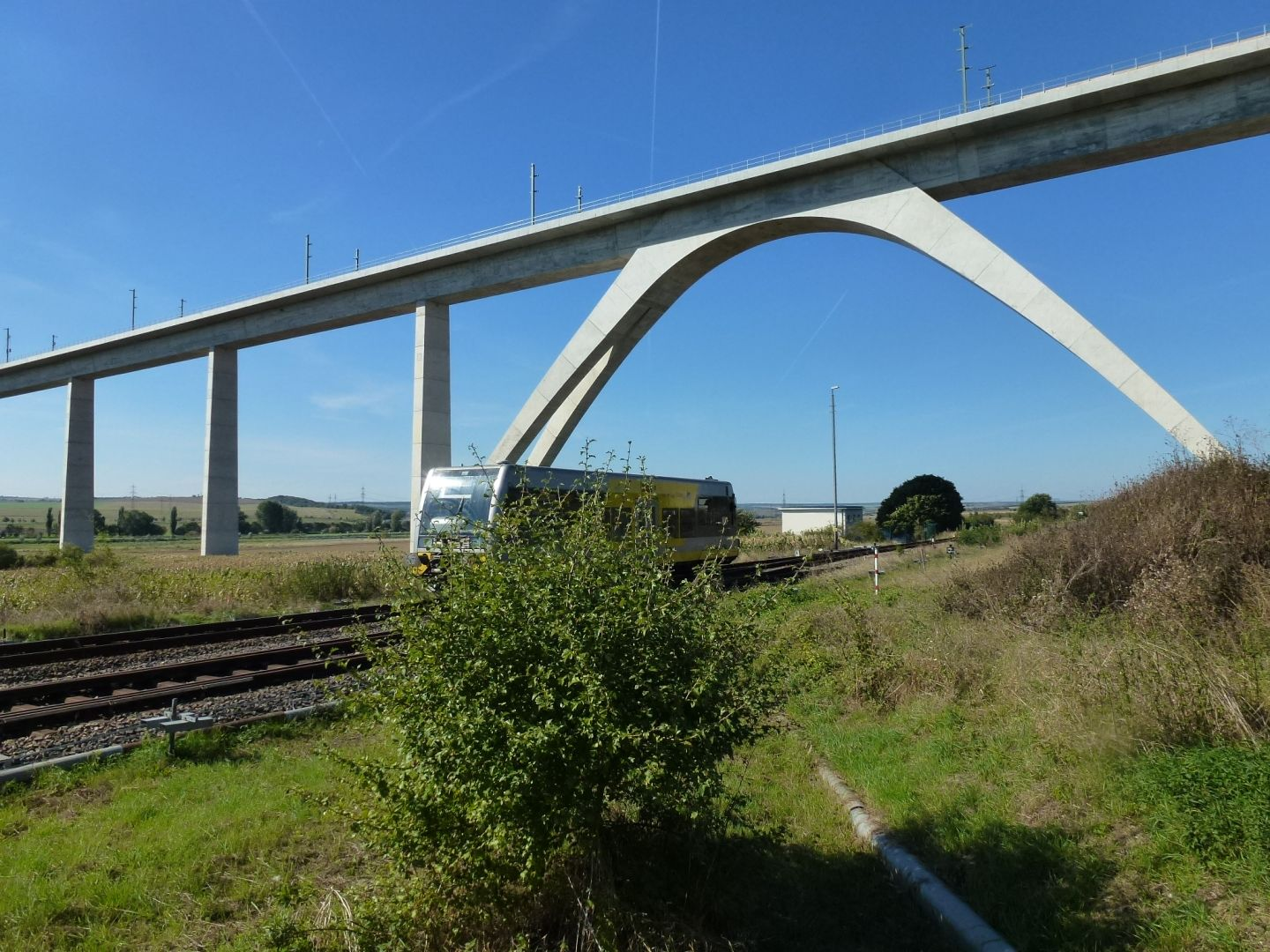
Die Unstrutbahn unter der Unstruttalbrücke

Durch den Landkreis verlaufen die Hauptstrecken Halle–Erfurt, Leipzig–Großkorbetha und Saaleck–Saalfeld. Auf dem gemeinsamen Abschnitt Großkorbetha–Saaleck, in dem auch die Städte Weißenfels und Naumburg liegen, finden sowohl der Personen- als auch der Güterverkehr gebündelt und damit in hoher Frequenz statt.
Mit dem Wegfall des Fernverkehrs wurde vom Land Sachsen-Anhalt ein umfangreiches Ersatzangebot an beschleunigten Nahverkehrsverbindungen bestellt, die von Abellio Rail Mitteldeutschland und DB Regio betrieben werden. Dazu gehören die Linien RE 16 Halle–Naumburg–Erfurt, RE 17 Naumburg–Erfurt, RE 18 Halle–Naumburg–Jena und RE 42 Leipzig–Naumburg–Jena–Nürnberg sowie RB 20 Leipzig–Naumburg–Erfurt–Eisenach und RB 25 Halle–Naumburg–Jena–Saalfeld. Ferner gibt es im Landkreis die Regionalbahnstrecken Unstrutbahn Naumburg–Wangen (Regionalverkehre Start Deutschland), Weißenfels–Zeitz und Leipzig–Zeitz–Gera (beide Erfurter Bahn). Der Personenverkehr auf der Bahnstrecke Naumburg–Teuchern–Zeitz wurde 2010 abbestellt.
Der Landkreis gehört wie seine Vorgänger zum Mitteldeutschen Verkehrsverbund (MDV). Seit dem Fahrplanwechsel im Dezember 2015 gelten die Fahrscheine des MDV auch in der tagsüber halbstündlich verkehrenden Straßenbahn in der Kreisstadt Naumburg.
Die Hochgeschwindigkeitsstrecke Erfurt–Leipzig/Halle führt durch den Westen des Landkreises. Seit deren Fertigstellung im Dezember 2015 sowie der anschließenden Strecke nach Nürnberg im Dezember 2017 verkehren nur noch einzelne Fernverkehrszüge im Saaletal. Die Unstruttalbrücke bei Karsdorf als Teil der Neubaustrecke ist mit einer Länge von 2668 m nach der Saale-Elster-Talbrücke die zweitlängste Eisenbahnbrücke in Deutschland.

### Straßenverkehr

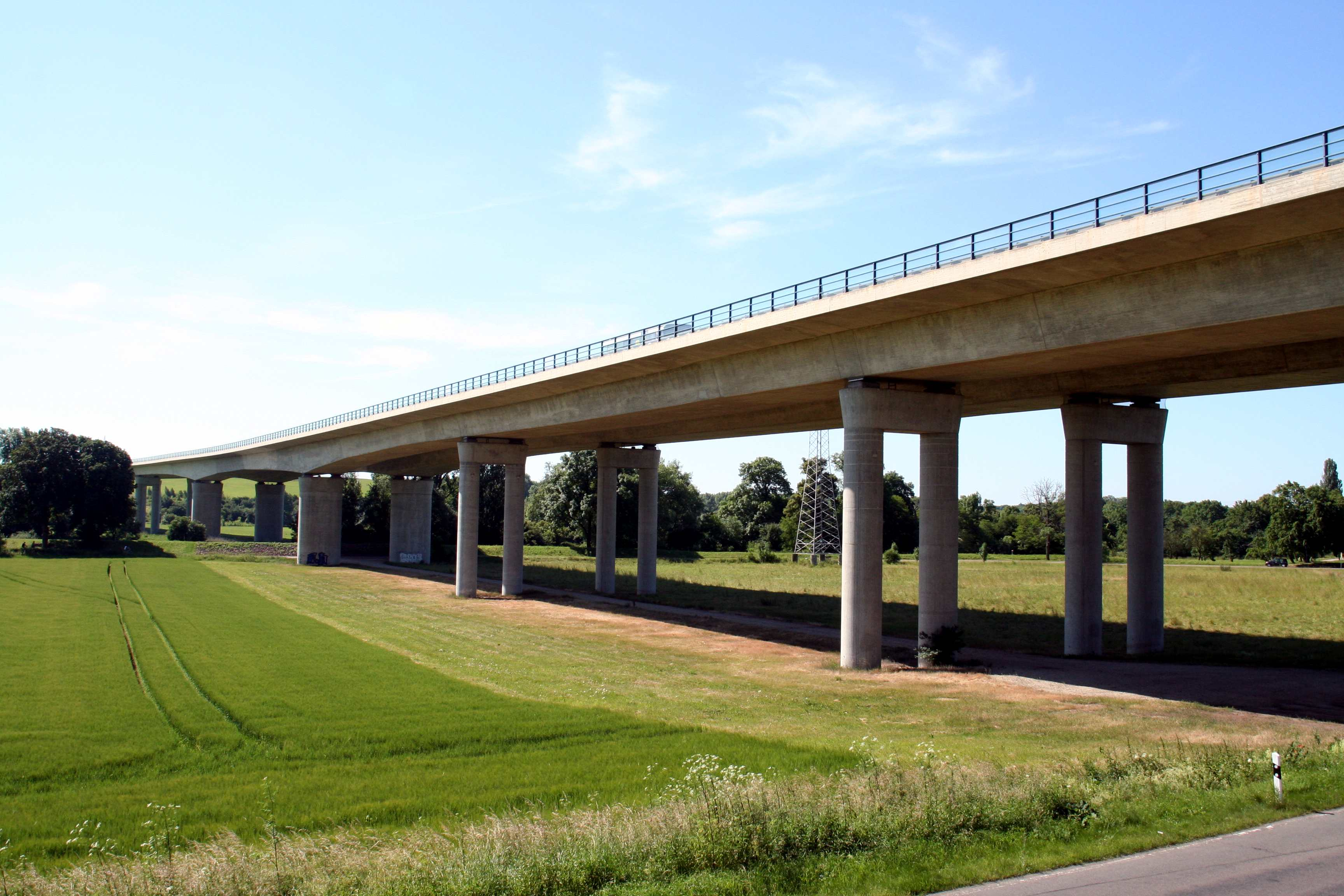
Bei Schkortleben überquert die A 38 die Saale

Die Bundesautobahn 9 führt zwischen Schkeuditzer Kreuz und Hermsdorfer Kreuz in Nord-Süd-Richtung durch den Osten des Landkreises (Abfahrten: Weißenfels, Naumburg, Droyßig). Am Autobahnkreuz Rippachtal befindet sich der Knoten zur Bundesautobahn 38, die den Norden des Kreises tangiert (Abfahrt: Leuna/Weißenfels, Lützen). Anbindungen des südlichen Landkreises bestehen weiterhin von der Bundesautobahn 4 (Abfahrten: Gera, Apolda).
Die Bundesstraße 180, eine wichtige Nord-Süd-Verbindung in Sachsen-Anhalt, führt von Querfurt kommend durch den Landkreis von Nordwest nach Südost, kreuzt bei Pretzsch die A 9 und führt nach Meuselwitz in Thüringen.
Im Südosten des Landkreises treffen sich in Zeitz die aus dem Saalekreis kommende B 91, die aus Leipzig in Sachsen kommende und nach Gera in Thüringen verlaufende B 2 sowie die aus Richtung Naumburg kommende B 180.
Im Nordosten laufen in Weißenfels die B 91 (Halle–Zeitz), die B 87 (Weimar–Leipzig) sowie die B 176 (Kölleda/Thüringen–Borna/Sachsen) zusammen.
In Naumburg kreuzen sich die Bundesstraßen 87 (Weimar–Leipzig) und 180 (Eisleben–Altenburg), außerdem beginnt hier die B 88 (Naumburg–Jena).
Zu nennen ist auch die Bundesstraße 250 Querfurt–Nebra–Bad Bibra–Eckartsberga.

### Luftverkehr
Der Flugverkehr wird vom Flughafen Leipzig/Halle (in Sachsen, ca. 30 km von der Kreisgrenze entfernt) und vom Regionalflughafen Leipzig-Altenburg Airport (in Thüringen, ca. 15 km von der Kreisgrenze entfernt) bedient. Es gibt im Landkreis noch die Landeplätze Laucha (Unstrut) und Sprossen bei Zeitz.

### Gesundheitswesen

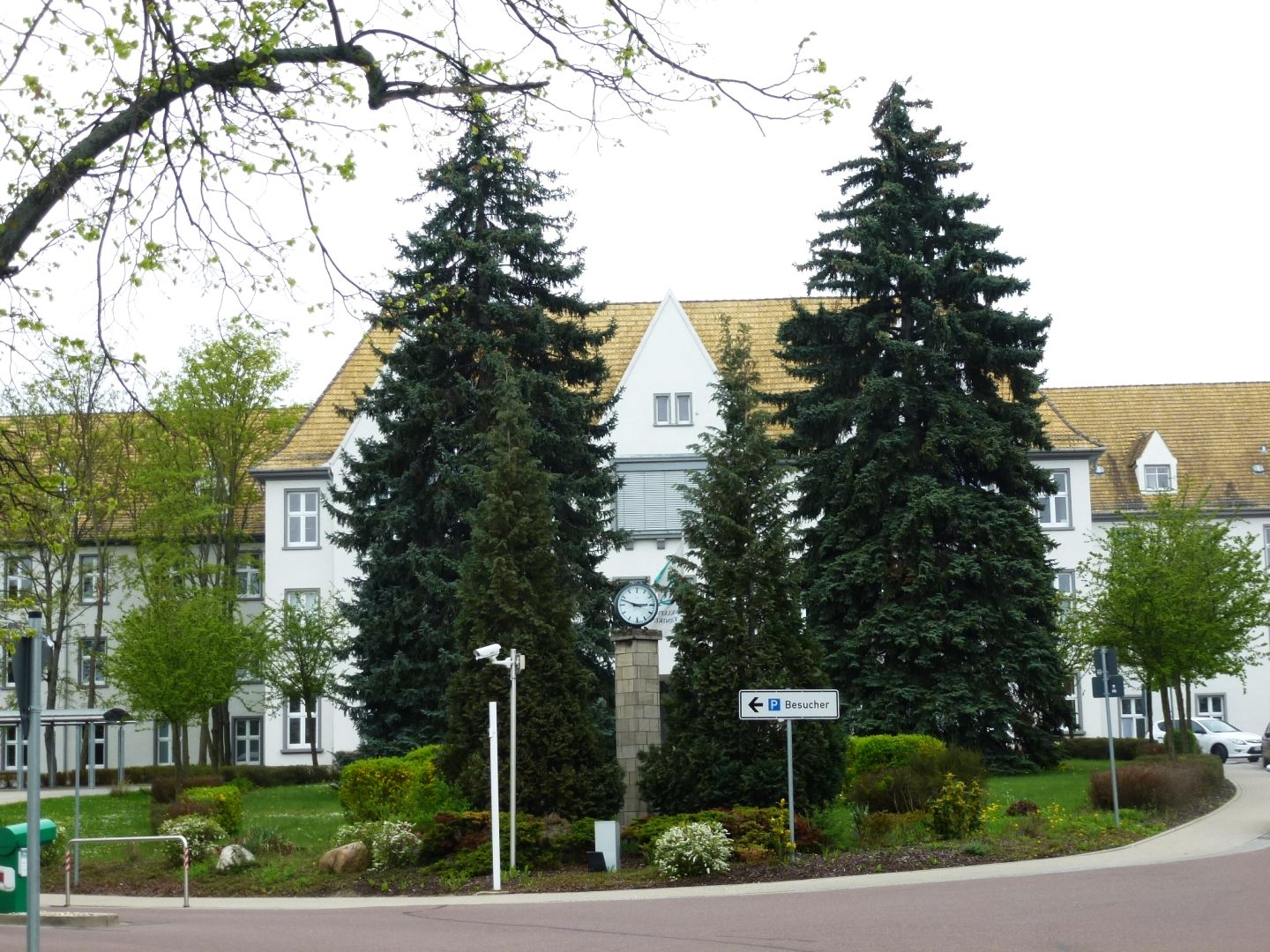
Asklepios-Klinik in Weißenfels

Im Kreis gibt es drei Akutkliniken, und zwar die Asklepios-Klinik in Weißenfels sowie die seit 2020 zur SRH Klinikum Burgenlandkreis GmbH gehörenden Kliniken in Naumburg und Zeitz. Die Rehakliniken konzentrieren sich in Bad Kösen: Die Burgenlandklinik ist eine SRH-Tochter, während die drei Kliniken der Lielje-Gruppe (Saale-Rehaklinikum mit Klinik I und II sowie die Kinder-Rehaklinik) von den Median Kliniken übernommen wurden.

### Medien
Im Burgenlandkreis gibt es einen Fernsehsender BLK Regional TV, der über das lokale Kabelnetz und das Internet empfangen werden kann. Außerdem gibt es die Internet-Radiosender Burgenland-Welle & Radio Zeitz.

## Schutzgebiete
Im Landkreis befinden sich 15 ausgewiesene Naturschutzgebiete.

## Gemeinden

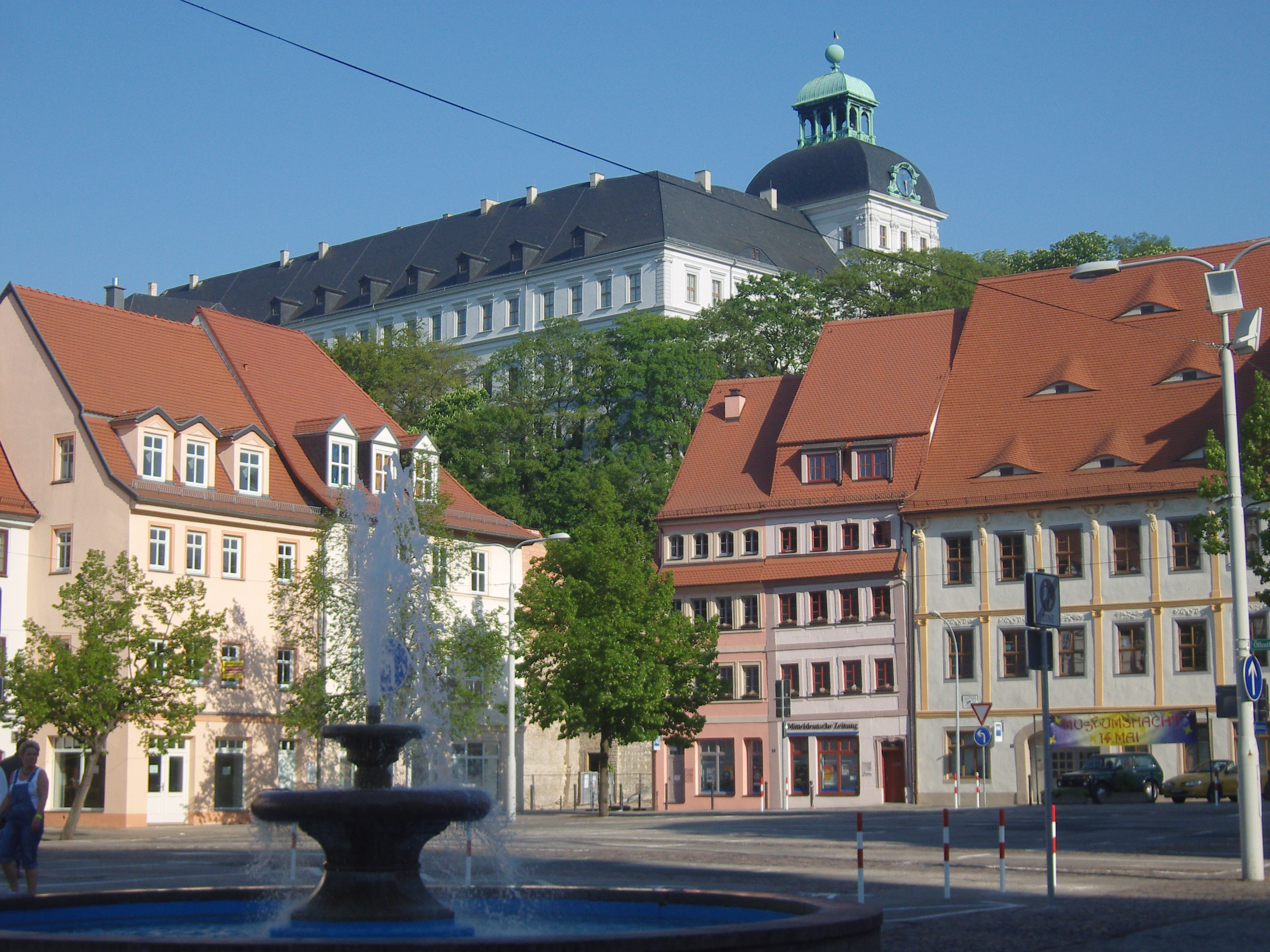
Weißenfels ist mit ca. 41.000 Einwohnern die größte Stadt

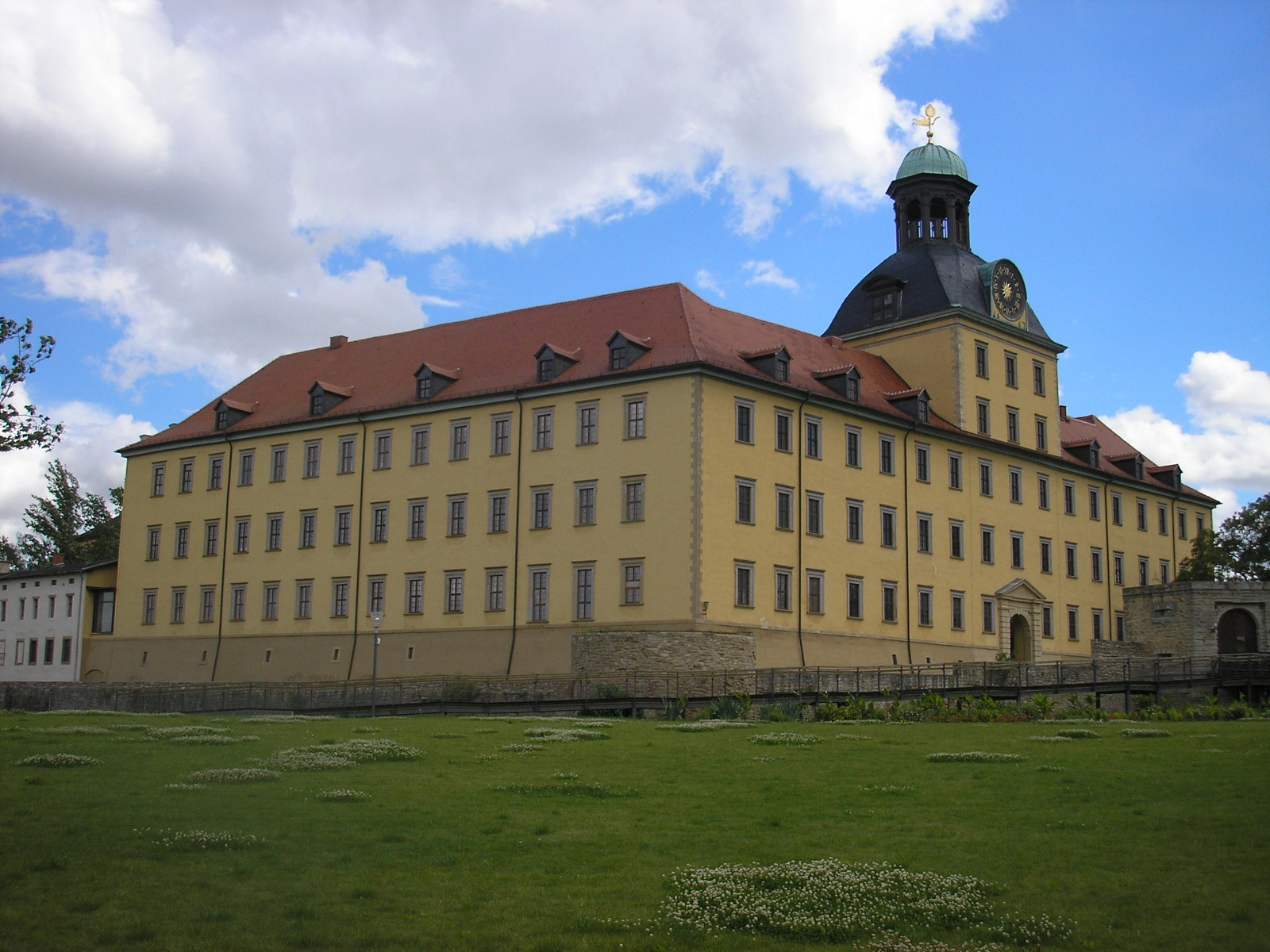
Zeitz ist mit ca. 31.000 Einwohnern die drittgrößte Stadt

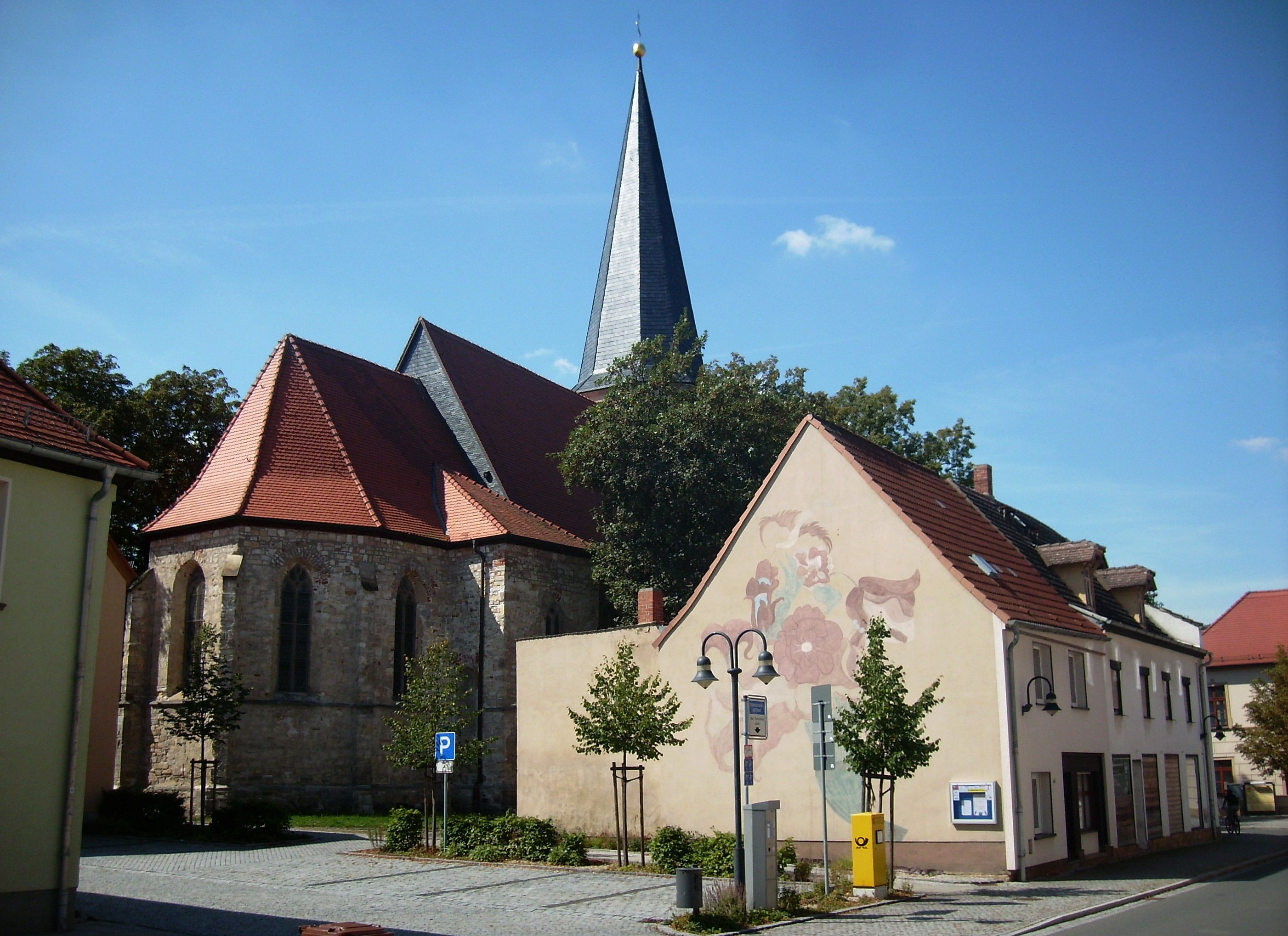
Hohenmölsen ist mit ca. 10.000 Einwohnern die viertgrößte Stadt

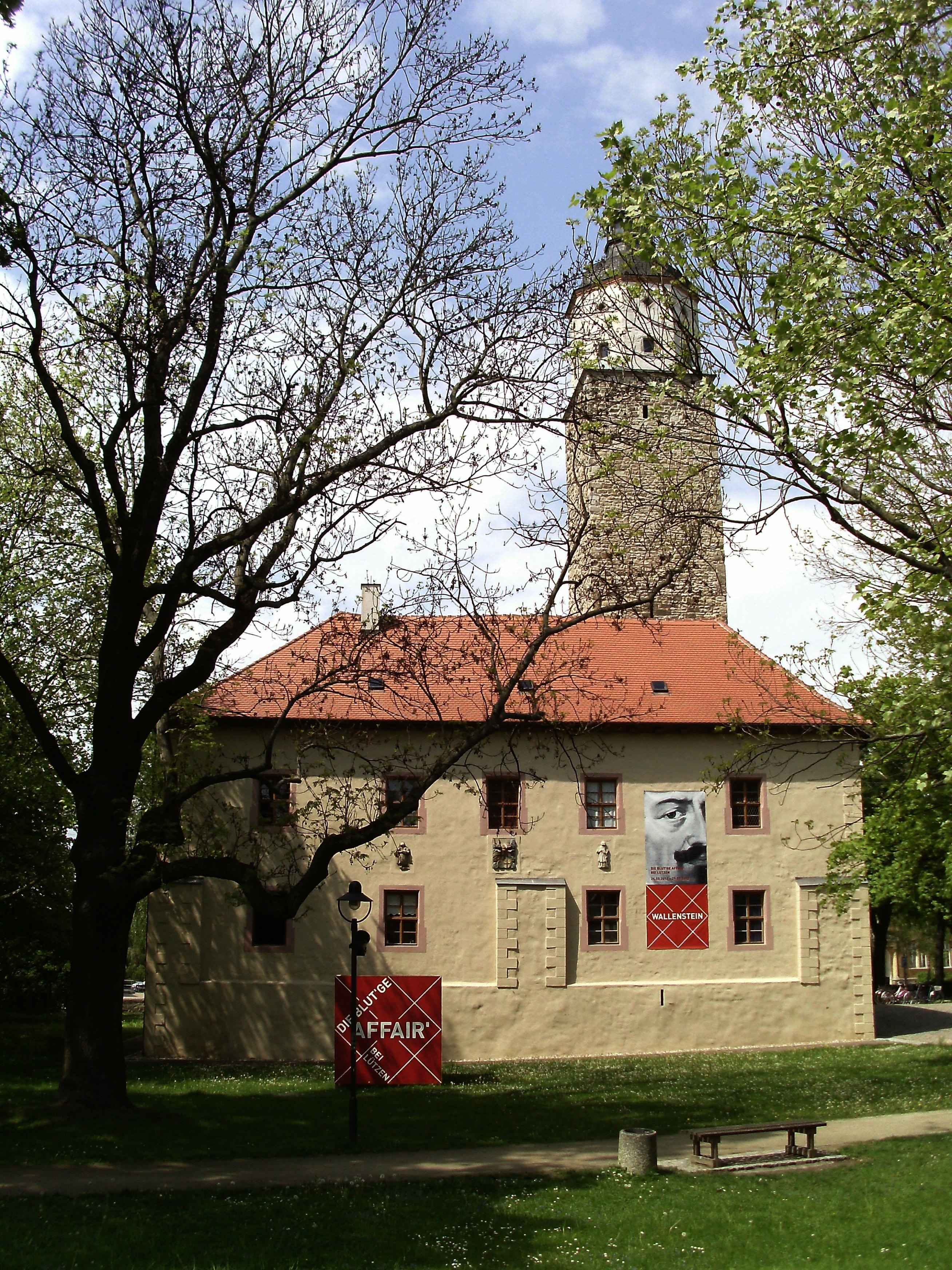
Lützen ist mit ca. 9.000 Einwohnern die fünftgrößte Stadt

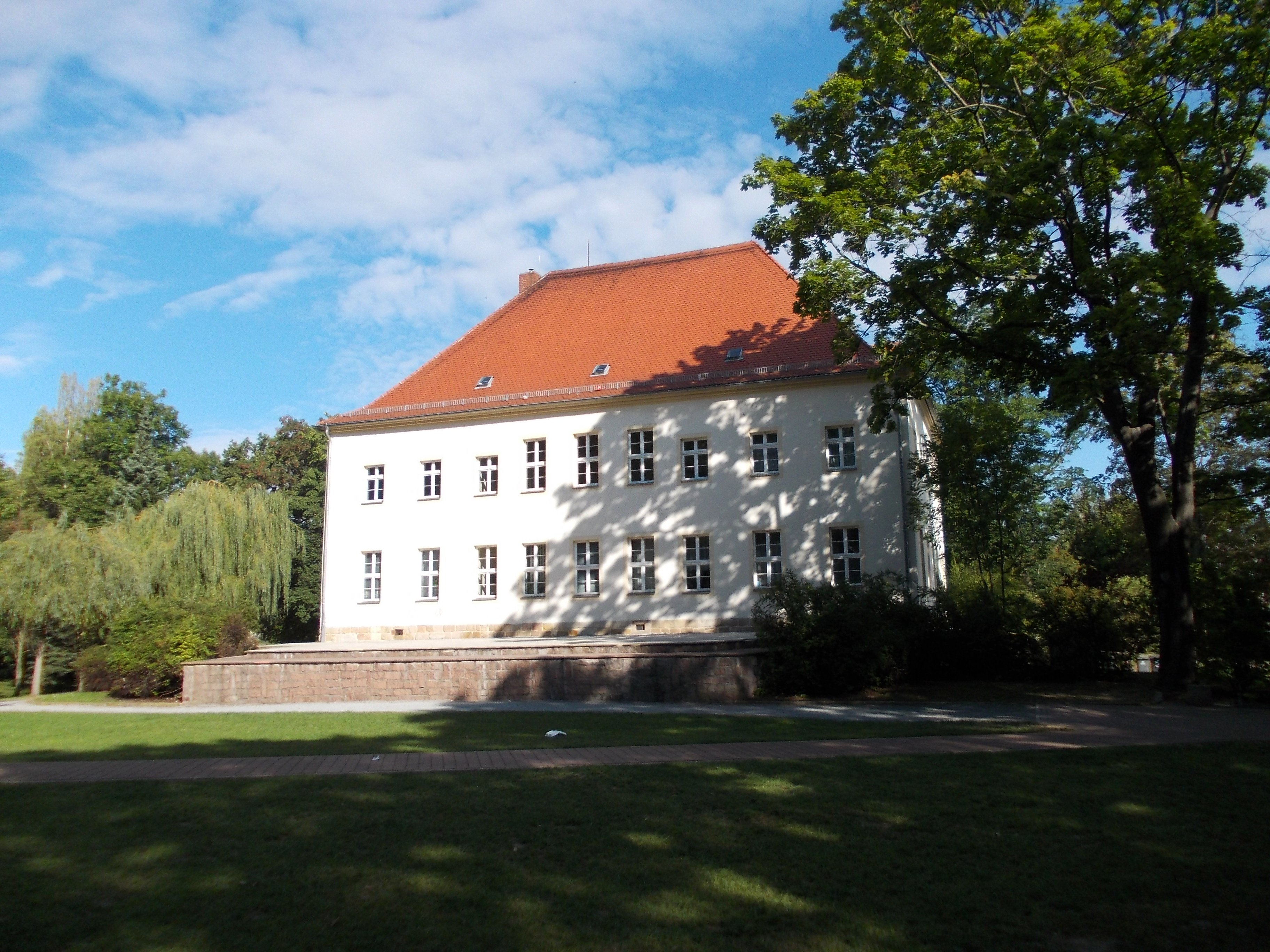
Teuchern ist mit ca. 8.000 Einwohnern die sechstgrößte Stadt

Einheitsgemeinden
(Städte sind fett hervorgehoben)
(* Sitz des Landkreises)
| Wappen | Gemeinde           | Einwohner (31. Dezember 2024) | Fläche in km² |
| ------ | ------------------ | ----------------------------- | ------------- |
|        | Elsteraue          | 7765                          | 79,95         |
|        | Hohenmölsen        | 9211                          | 75,31         |
|        | Lützen             | 8242                          | 96,49         |
|        | Naumburg (Saale) * | 31.940                        | 129,90        |
|        | Teuchern           | 7712                          | 81,36         |
|        | Weißenfels         | 37.929                        | 113,57        |
|        | Zeitz              | 28.328                        | 87,18         |

Verbandsgemeinden mit ihren Mitgliedsgemeinden
(* Sitz der Verbandsgemeinde)
| Wappen | Mitgliedsgemeinde | Einwohner (31. Dezember 2024) | Fläche in km² |
| ------ | ----------------- | ----------------------------- | ------------- |
|        | An der Poststraße | 1571                          | 44,45         |
|        | Bad Bibra *       | 2515                          | 49,77         |
|        | Eckartsberga      | 2255                          | 35,97         |
|        | Finne             | 1161                          | 25,04         |
|        | Finneland         | 1007                          | 29,43         |
|        | Kaiserpfalz       | 1572                          | 41,10         |
|        | Lanitz-Hassel-Tal | 1010                          | 31,50         |

| Wappen | Mitgliedsgemeinde | Einwohner (31. Dezember 2024) | Fläche in km² |
| ------ | ----------------- | ----------------------------- | ------------- |
|        | Droyßig *         | 1820                          | 20,32         |
|        | Gutenborn         | 1724                          | 33,92         |
|        | Kretzschau        | 2329                          | 27,76         |
|        | Schnaudertal      | 875                           | 20,73         |
|        | Wetterzeube       | 1645                          | 41,46         |

| Wappen | Mitgliedsgemeinde     | Einwohner (31. Dezember 2024) | Fläche in km² |
| ------ | --------------------- | ----------------------------- | ------------- |
|        | Balgstädt             | 1057                          | 32,58         |
|        | Freyburg (Unstrut) *  | 4433                          | 46,56         |
|        | Gleina                | 1140                          | 29,74         |
|        | Goseck                | 986                           | 14,56         |
|        | Karsdorf              | 1392                          | 19,88         |
|        | Laucha an der Unstrut | 2657                          | 31,17         |
|        | Nebra (Unstrut)       | 2937                          | 25,43         |

| Wappen | Mitgliedsgemeinde | Einwohner (31. Dezember 2024) | Fläche in km² |
| ------ | ----------------- | ----------------------------- | ------------- |
|        | Meineweh          | 967                           | 25,25         |
|        | Mertendorf        | 1538                          | 32,51         |
|        | Molauer Land      | 961                           | 33,94         |
|        | Osterfeld *       | 2346                          | 27,61         |
|        | Schönburg         | 968                           | 14,60         |
|        | Stößen            | 869                           | 7,29          |
|        | Wethau            | 822                           | 7,67          |

## Gebietsänderungen

### Veränderungen auf Gemeindeebene

#### Gemeindeneugründungen
- Auflösung der Gemeinden Herrengosserstedt, Klosterhäseler und Wischroda – Neugründung der Gemeinde An der Poststraße (1. Juli 2009)
- Auflösung der Gemeinden Billroda und Lossa – Neugründung der Gemeinde Finne (1. Juli 2009)
- Auflösung der Gemeinden Kahlwinkel, Saubach und Steinburg – Neugründung der Gemeinde Finneland (1. Juli 2009)
- Auflösung der Gemeinden Bucha, Memleben und Wohlmirstedt – Neugründung der Gemeinde Kaiserpfalz (1. Juli 2009)
- Auflösung der Gemeinden Möllern und Taugwitz – Neugründung der Gemeinde Lanitz-Hassel-Tal (1. Juli 2009)
- Auflösung der Gemeinden Altenroda, Golzen, Thalwinkel und Stadt Bad Bibra – Neugründung der Stadt Bad Bibra (1. Juli 2009)
- Auflösung der Gemeinden Burgholzhausen, Tromsdorf und Stadt Eckartsberga – Neugründung der Stadt Eckartsberga (1. Juli 2009)
- Auflösung der Gemeinden Abtlöbnitz, Casekirchen, Leislau und Molau – Neugründung der Gemeinde Molauer Land (1. Januar 2010)
- Auflösung der Gemeinden Mertendorf, Görschen und Löbitz – Neugründung der Gemeinde Mertendorf (1. Januar 2010)
- Auflösung der Gemeinden Gieckau und Wethau – Neugründung der Gemeinde Wethau (1. Januar 2010)
- Auflösung der Gemeinden Meineweh, Pretzsch und Unterkaka – Neugründung der Gemeinde Anhalt Süd (1. Januar 2010)
- Auflösung der Gemeinden Bergisdorf, Droßdorf, Heuckewalde und Schellbach – Neugründung der Gemeinde Gutenborn (1. Januar 2010)
- Auflösung der Gemeinden Bröckau und Wittgendorf – Neugründung der Gemeinde Schnaudertal (1. Januar 2010)
- Auflösung der Gemeinden Breitenbach, Haynsburg und Wetterzeube – Neugründung der Gemeinde Wetterzeube (1. Januar 2010)
- Auflösung der Gemeinden Droyßig und Weißenborn – Neugründung der Gemeinde Droyßig (1. Januar 2010)
- Auflösung der Gemeinden Grana, Kretzschau und Döschwitz – Neugründung der Gemeinde Kretzschau (1. Januar 2010)
- Auflösung der Gemeinden Großgörschen, Muschwitz, Poserna, Rippach und Starsiedel – Neugründung der Stadt Lützen (1. Januar 2010)
- Auflösung der Stadt Teuchern sowie den Gemeinden Deuben, Gröben, Gröbitz, Krauschwitz, Nessa, Prittitz und Trebnitz – Neugründung der Stadt Teuchern (1. Januar 2011)

#### Eingemeindungen
- Auflösung der Gemeinde Röcken – Eingemeindung nach Lützen (1. Juli 2009)
- Auflösung der Gemeinden Döbris, Geußnitz, Kayna, Nonnewitz und Würchwitz – Eingemeindung nach Zeitz (1. Juli 2009)
- Auflösung der Gemeinden Burkersroda, Größnitz und Hirschroda – Eingemeindung nach Balgstädt (1. Juli 2009)
- Auflösung der Gemeinden Pödelist, Schleberoda, Weischütz und Zeuchfeld – Eingemeindung nach Freyburg (Unstrut) (1. Juli 2009)
- Auflösung der Gemeinden Baumersroda und Ebersroda – Eingemeindung nach Gleina (1. Juli 2009)
- Auflösung der Gemeinden Burgscheidungen und Kirchscheidungen – Eingemeindung in die Stadt Laucha an der Unstrut (1. Juli 2009)
- Auflösung der Gemeinden Wangen (Unstrut) – Eingemeindung in die Stadt Nebra (Unstrut) (1. Juli 2009)
- Auflösung der Gemeinden Granschütz und Taucha – Eingemeindung in die Stadt Hohenmölsen (1. Januar 2010)
- Auflösung der Gemeinden Langendorf, Markwerben und Uichteritz – Eingemeindung in die Stadt Weißenfels (1. Januar 2010)
- Auflösung der Gemeinden Goldschau, Heidegrund und Waldau – Eingemeindung in die Stadt Osterfeld (1. Januar 2010)
- Auflösung der Gemeinden Crölpa-Löbschütz, Janisroda, Prießnitz und der Stadt Bad Kösen – Eingemeindung in die Stadt Naumburg (Saale) (1. Januar 2010)
- Auflösung der Gemeinden Luckenau und Theißen – Eingemeindung in die Stadt Zeitz (1. Januar 2010)
- Auflösung der Gemeinden Burgwerben, Großkorbetha, Leißling, Reichardtswerben, Schkortleben, Storkau, Tagewerben und Wengelsdorf – Eingemeindung in die Stadt Weißenfels (1. September 2010)
- Auflösung der Gemeinde Reinsdorf – Eingemeindung in die Stadt Nebra (Unstrut) (1. September 2010)
- Auflösung der Gemeinden Dehlitz (Saale), Sössen und Zorbau – Eingemeindung in die Stadt Lützen (1. Januar 2011)

### Veränderungen bei Verwaltungsgemeinschaften
- Auflösung der Verwaltungsgemeinschaft An der Finne – Bildung der Verbandsgemeinde An der Finne (1. Juli 2009)
- Auflösung der Verwaltungsgemeinschaft Wethautal – Neugründung der Verbandsgemeinde Wethautal (1. Januar 2010)
- Auflösung der Verwaltungsgemeinschaft Droyßiger-Zeitzer Forst – Neugründung der Verbandsgemeinde Droyßiger-Zeitzer Forst (1. Januar 2010)
- Auflösung der Verwaltungsgemeinschaft Unstruttal – Neugründung der Verbandsgemeinde Unstruttal (1. Januar 2010)
- Auflösung der Verwaltungsgemeinschaft Zeitzer Land (1. Januar 2010)
- Auflösung der Verwaltungsgemeinschaft Saaletal (1. September 2010)
- Auflösung der Verwaltungsgemeinschaft Weißenfelser Land (1. September 2010)
- Auflösung der Verwaltungsgemeinschaft Lützen-Wiesengrund (1. Januar 2011)
- Auflösung der Verwaltungsgemeinschaft Vier Berge-Teucherner Land (1. Januar 2011)

## Kfz-Kennzeichen
Ab dem 16. August 2007 wurde im neugebildeten Burgenlandkreis das am 1. Juli 1994 im bisherigen Burgenlandkreis eingeführte Unterscheidungszeichen BLK als alleiniges Kennzeichen ausgegeben. Im Altkreis Weißenfels wurde ab dem 1. Juli 2007 zunächst noch das bisherige Unterscheidungszeichen WSF verwendet.
Aufgrund der Kennzeichenliberalisierung sind seit dem 29. November 2012 auch die Unterscheidungszeichen HHM (Hohenmölsen), NEB (Nebra (Unstrut)), NMB (Naumburg (Saale)), WSF (Weißenfels) und ZZ (Zeitz) erhältlich.